# Pteropsaron evolans
Pteropsaron evolans és una espècie de peix de la família dels percòfids i de l'ordre dels perciformes.

## Descripció
El cos, allargat i amb escates cicloides (llevat de les galtes), fa 7 cm de llargària màxima i presenta un color marró grisenc (més clar per sota) amb 5-7 taques fosques al dors. Cap deprimit a la part anterior, amb els ulls grans, l'espai interorbitari estret, la boca gran i les mandíbules inferior i superior gairebé de la mateixa llargada. Opercle amb una espina i amb la meitat inferior cobrint la base pectoral. Dues espines projectades cap endavant a l'extrem anterior del musell. Dues aletes dorsals. La primera aleta dorsal i l'anal són notablement allargades en el mascle, mentre que la primera dorsal de la femella és més curta i té un punt negre. 6 espines i 21-22 radis tous a les aletes dorsals i 25-27 radis tous a l'anal. 35 vèrtebres.

## Alimentació
El seu nivell tròfic és de 3,26.

## Hàbitat i distribució geogràfica
És un peix marí, demersal i de clima subtropical, el qual viu al Pacífic nord-occidental: els fons de sorra i fang del sud del Japó, Corea del Sud i el nord-est de Taiwan.

## Observacions
És inofensiu per als humans, no té interès comercial i el seu índex de vulnerabilitat és baix (17 de 100).